# سكوت جاكسون (لاعب كرة قدم أمريكية)
سكوت جاكسون (بالإنجليزية: Scott Jackson)‏ هو لاعب كرة قدم أمريكية أمريكي، ولد في 19 يناير 1979 في ويتير في الولايات المتحدة.